# Force aérienne vietnamienne
Ne pas confondre avec la force aérienne populaire vietnamienne, qui désigne l'actuelle force aérienne du Vietnam.
La force aérienne vietnamienne - FAVN (en vietnamien: Không lực Việt Nam Cộng hòa – KLVNCH - en anglais: Republic of Vietnam Air Force RVNAF) était la branche aérienne des forces armées de la république du Viêt Nam, l'armée officielle de la république du Vietnam (Sud Viêt Nam) de 1955 à 1975.
La FAVN a commencé avec quelques hommes triés sur le volet et choisis afin de voler aux côtés des pilotes français pendant l'ère de l'État du Viêt Nam. Elle a fini par devenir la sixième plus grande force aérienne du monde en 1974. C'est un chapitre souvent négligé de l'histoire de la guerre du Vietnam où ils agissaient dans l'ombre de la plus grande machine de guerre aérienne du monde. Elle a été dissoute en 1975 après la chute de Saïgon. Beaucoup de ses membres ont émigré aux États-Unis.

## Histoire

### Création
En mars 1949, l'empereur Bảo Đại a officiellement demandé l'aide française afin de créer une branche aérienne militaire vietnamienne. La pression a été maintenue avec l'aide du lieutenant-colonel Nguyễn Văn Hinh, qui avait piloté un B-26 Marauder au sein de l'armée de l'air française durant la Seconde Guerre mondiale. En mars 1952, une école de formation est mise en place à Nha Trang, et l'année suivante, deux escadrons de coopération armée ont commencé des missions de vol sur des Morane-Saulnier MS.500 Criquet. En 1954, les Français attribuèrent des Dassault MD 315 Flamant de transport légèrement armés à l'inventaire de la branche aérienne vietnamienne. Des pilotes vietnamiens commencèrent à être envoyés en France pour une formation plus poussée. En mai 1954, avec la défaite de Điện Biên Phu, la position de la France changea radicalement, et, le 31 janvier 1955, la force aérienne vietnamienne (FAVN) est créée. Des instructeurs français sont restés jusqu'en fin-1956, et 69 avions F8F Bearcat furent transférés à la FAVN, ce qui en fit, tout au long de la fin des années 1950, le principal avion d'attaque au sol.

### Guerre du Viêt Nam

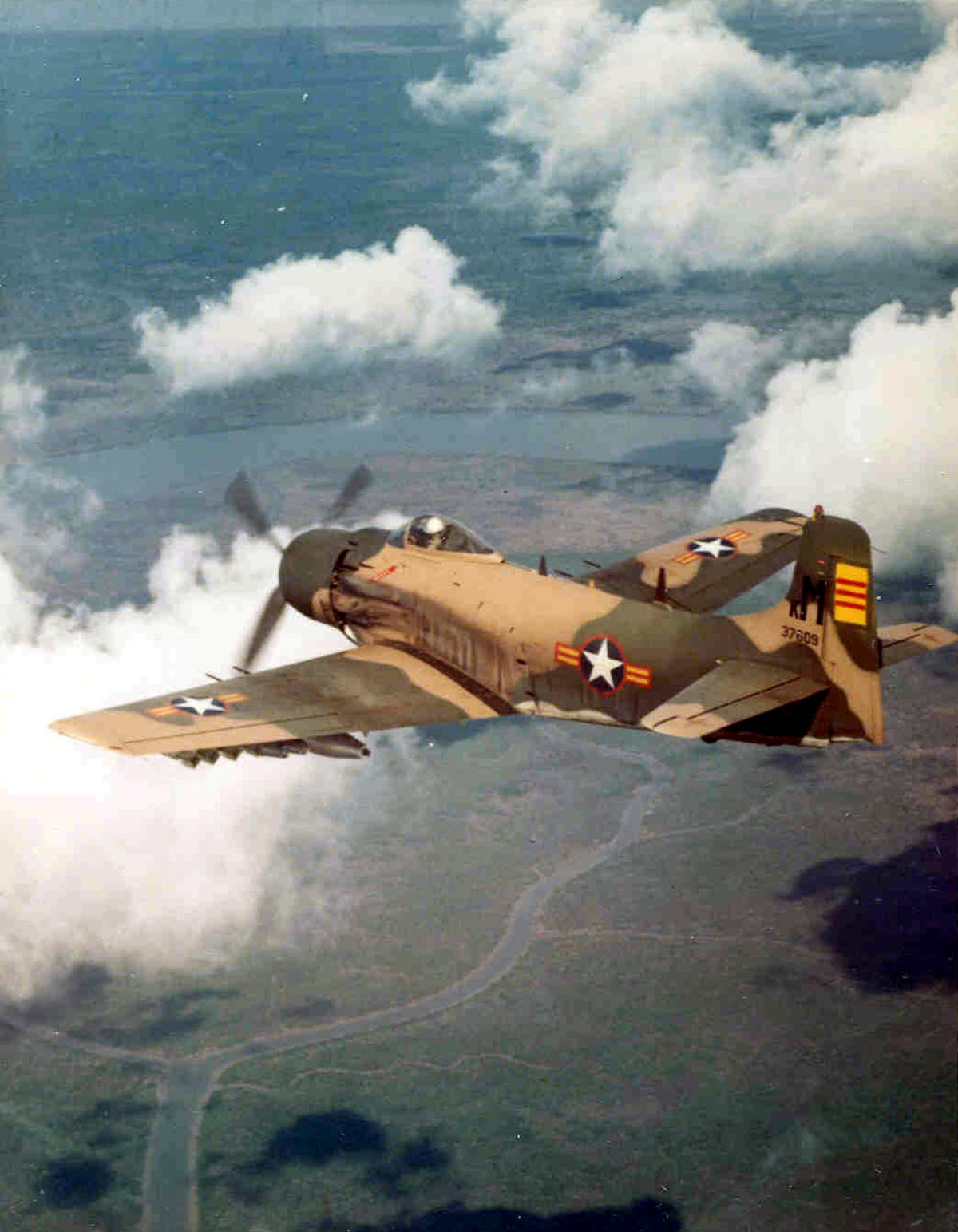
Un Douglas A-1H Skyraider (U.S. Navy BuNo 137609) de la force aérienne sud-vietnamienne (FAVN) en mai 1966.

Contrairement à la force aérienne du Nord-Viêt Nam, les opérations aériennes alliées, lors de guerre du Viêt Nam, ont été menées par les forces armées américaines. Les forces sud-vietnamiennes ont fonctionné à un niveau assez basique par rapport aux forces américaines, qui ont mené les campagnes de bombardements dans le nord. Le 19e escadron aérien d'appui tactique américain est réactivé le 17 juin 1963. À partir de mai 1956, les États-Unis avaient commencé à former et conseiller l'armée de l'air sud-vietnamienne. La FAVN a reçu des hélicoptères H-19, et plus tard H-34. Initialement, ils employaient de simples T-28 Trojan de formation, qui pouvaient tout aussi bien être porteurs d'une petite charge de bombes.
Les premiers jets furent des bombardiers B-57 Canberra reçus en 1965. En octobre de la même année, la FAVN reçu sa première voilure tournante moderne, le UH-1 Huey. Plus tard, les États-Unis fournirent le très puissant A-1 Skyraider d'attaque au sol, le jet A-37 Dragonfly, et le léger F-5 Freedom Fighter qui avait été développé par Northrop dans le but de vendre, à l'exportation, un chasseur abordable pour les forces aériennes étrangères. À la fin 1972, la FAVN exploitaient 18 escadrons avec 500 nouveaux hélicoptères, une des plus grandes flottes d'hélicoptères dans le monde.
En 1972, le Président Thieu a demanda à recevoir le F-4 Phantom II, largement utilisé pour tous les rôles par des services aériens des États-Unis, en raison de sa charge de bombes massive, et de sa vitesse. Sa demande n'a jamais été suivie. Quand l'armée populaire du Viêt Nam commença à installer des missiles anti-aériens à proximité Khe Sanh, la FAVN ne possédait aucun engin de brouillage et les aides à la navigation nécessaires pour attaquer les sites de missiles.
La FAVN a principalement apporté un soutien aérien rapproché contre les forces communistes dans un ciel tenue par les américains. Ainsi, les pilotes sud-vietnamiens n'ont jamais eu l'occasion de se battre aux MiG. En conséquence, en raison de l'absence des bombardements et de l'appui aérien fourni par les États-Unis, l'armée de la république du Viêt Nam se retrouva en désavantage significatif une fois que la force aérienne des États-Unis se retira du Viêt Nam.

### Chute du Sud-Viêt Nam
Lors de l'offensive finale de 1975, les forces de l'armée de la république du Viêt Nam à Long Khanh se battaient jusqu'à la mort. Un effort de coopération entre l'armée de terre et l'armée de l'air permis aux troupes terrestre de tenir le coup. Les hélicoptères CH-47 transportèrent jusqu'à 193 tonnes de munitions d'artillerie en deux jours. Les A-1 Skyraider prirent leur envol et les C-130 Hercules de transport larguèrent des bombes faucheuse de pâquerettes sur les positions ennemies.
Le 28 avril, à 18h06, 3 A-37 Dragonfly pilotés par d'anciens pilotes sud-vietnamiens qui avaient fait défection vers la force aérienne du Nord-Viêt Nam, à la chute de Danang, larguèrent 6 bombes Mk81 de 250 lb sur la base aérienne de Tân Sơn Nhất, détruisant plusieurs avions . Des F-5 ont décollé dans la poursuite, mais ont été incapables d'intercepter les A-37.

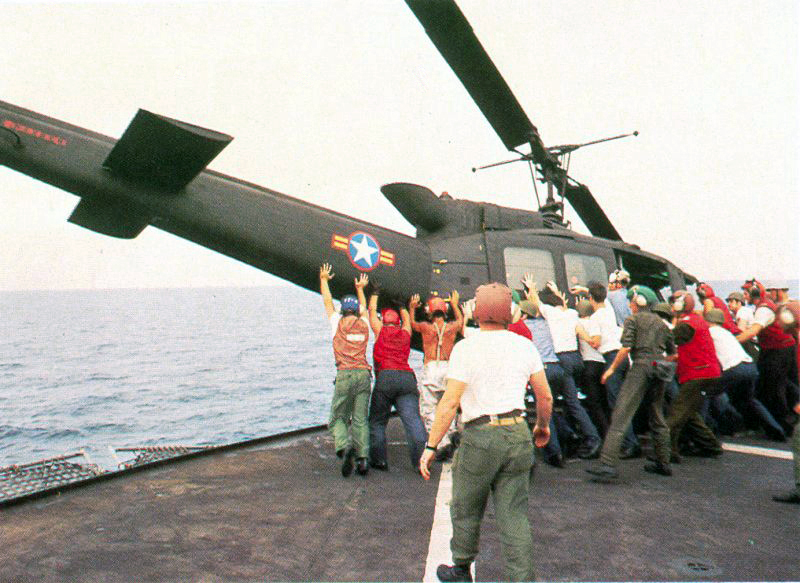
Un UH-1H sud-vietnamien est poussé par-dessus bord afin de faire de la place à un Cessna O-1 en phase d'atterrissage durant l'opération Frequent Wind.

À l'aube, le 29 avril, la FAVN commença à évacuer, de Tan Son Nhut, des A-37, F-5, C-7, C-119 et C-130 vers la Thaïlande tandis que les UH-1 a décollèrent à la recherche des navires de la Task Force 76. Ainsi, en plus des hélicoptères américains de l'opération Frequent Wind, un nombre inconnu d'hélicoptères et d'avions militaires sud-vietnamiens s'ajoutèrent à la flotte d'évacuation. Le surnombre d'hélicoptères sur les ponts des navires a fait qu'en fin de compte, certains ont été jetés à la mer pour faire de la place pour que d'autres puissent se poser. Certains pilotes d'hélicoptères, après avoir déposé leurs passagers, décollèrent et abandonnèrent leur appareil dans la mer, sautant juste avant pour être ramenés aux navires.
À 08h00, le lieutenant-général Minh, chef d'état-major de la FAVN, ainsi que 30 membres de son personnel, arrivèrent au Bureau de l'Attaché à la Défense afin d'y être évacué, impliquant la perte complète du commandement et du contrôle de la FAVN.
Certains avions AFVN restèrent afin de continuer à lutter contre l'avancée de l'armée nord-vietnamienne (ANV). Un gunship AC-119K du 821e escadron d'attaque avait passé la nuit du 28 au 29 avril à tirer et à larguer des fusées éclairantes sur l'ANV en approche. À l'aube du 29 avril deux A-1 Skyraider commencèrent à patrouiller le périmètre de Tan Son Nhat à 2 500 pieds lorsque le major Trương Phùng, à bord d'un des deux Skyraider, fut abattu, vraisemblablement par un SA-7. À 07h00, le AC-119K Tinh Long, piloté par le lieutenant Trang van Thanh, tirait sur l'ANV, à l'est de Tan Son Nhut, quand il fut touché par un missile SA-7, et tomba en flammes au sol. Le sergent Son, l'un des mitrailleurs de l'AC-119K, tenta de se sauver, mais son parachute s'emmêla dans la queue de l'avion.
Malgré les tirs sporadiques de l'artillerie, la base aérienne de Binh Thuy resta opérationnelle tout au long du 29 avril et au matin du 30 avril. Les avions A-37 de la FAVN effectua un nombre inconnu de sorties contre les colonnes de l'AVN entrant dans Saïgon : ce sont les dernières sorties de combat des pilotes de la FAVN. Après l'annonce de la capitulation du Sud-Viêt Nam par le président Minh, les pilotes volèrent avec leurs avions dépouillés vers la base aérienne U-Tapao en Thaïlande, portant souvent trois ou même quatre personnes.

## Organisation

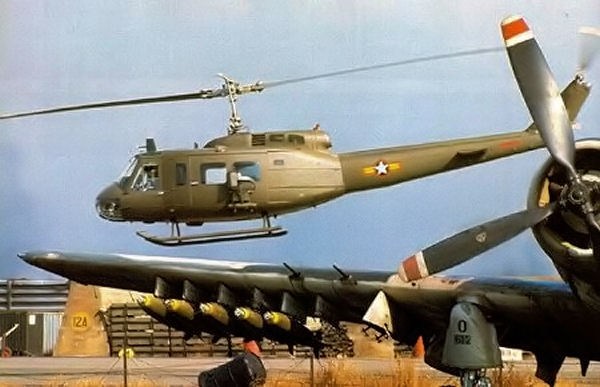
Hélicoptère UH-1 Huey et A-1 Skyraider sud-vietnamiens, probablement sur la base aérienne de Da Nang.

| Nom de l'entité en vietnamien | Nom de l'entité en français | Nombre d'unités subordonnées ou d'aéronefs |
| ----------------------------- | --------------------------- | ------------------------------------------ |
| Bộ tư lệnh không quân         | Commandement aérien         |                                            |
| Sư đoàn                       | Division aérienne           | 2+ escadres                                |
| Không đoàn                    | Escadre                     | Plusieurs escadrons et au moins 2 groupes  |
| Liên đoàn                     | Groupe                      | 2+ escadrons                               |
| Phi đoàn                      | Escadron                    | Plusieurs escadrilles ou sections          |
| Phi đội                       | Escadrille                  | 4–6 aéronefs                               |
| Phi tuần                      | Section                     | 2–3 aéronefs                               |

### Unités[11]
État-major, base aérienne de Tân Sơn Nhất
- 1re division aérienne, base aérienne de Đà Nẵng
  - 41e escadre tactique
    - 110e escadron de liaison
    - 120e escadron de liaison
    - 528e escadron de chasse
    - 538e escadron de chasse
    - 550e escadron de chasse
    - 718e escadron de reconnaissance

  - 51e escadre tactique
    - 213e escadron d'hélicoptère
    - 233e escadron d'hélicoptère
    - 239e escadron d'hélicoptère
    - 247e escadron d'hélicoptère
    - 257e escadron d'hélicoptère
    - 427e escadron de transport

  - 61e escadre tactique
    - 516e escadron de chasse
- 2e division aérienne, base aérienne de Nha Trang
  - 62e escadre tactique
    - 114e escadron de liaison
    - 219e escadron d'hélicoptère
    - 524e escadron de chasse
    - 534e escadron de chasse
    - 548e escadron de chasse
    - 817e escadron d'attaque

  - 92e escadre tactique
    - 215e escadron d'hélicoptère
    - 253e escadron d'hélicoptère
- 3e division aérienne, base aérienne Biên Hòa
  - 23e escadre tactique
    - 112e escadron de liaison
    - 124e escadron de liaison
    - 514e escadron de chasse
    - 518e escadron de chasse
    - 536e escadron de chasse
    - 542e escadron de chasse
    - 544e escadron de chasse

  - 43e escadre tactique
    - 221e escadron d'hélicoptère
    - 223e escadron d'hélicoptère
    - 231e escadron d'hélicoptère
    - 237e escadron d'hélicoptère
    - 245e escadron d'hélicoptère

  - 63e escadre tactique
    - 522e escadron de chasse
- 4e division aérienne, base aérienne de Bình Thủy
  -  74e escadre tactique
    - 116e escadron de liaison
    - 122e escadron de liaison
    - 217e escadron d'hélicoptère
    - 520e escadron de chasse
    - 526e escadron de chasse
    - 546e escadron de chasse

  -  84e escadre tactique
    - 211e escadron d'hélicoptère
    - 225e escadron d'hélicoptère
    - 227e escadron d'hélicoptère
    - 249e escadron d'hélicoptère
    - 255e escadron d'hélicoptère
- 5e division aérienne, base aérienne de Tân Sơn Nhất
  - 33e escadre tactique
    - 314e escadron de missions spéciales
    - 415e escadron de transport
    - 716e escadron de reconnaissance
    - 720e escadron de reconnaissance

  - 53e escadre tactique
    - 259e escadron d'hélicoptère
    - 413e escadron de transport
    - 421e escadron de transport
    - 423e escadron de transport
    - 425e escadron de transport
    - 435e escadron de transport
    - 437e escadron de transport
    - 819e escadron d'attaque
    - 821e escadron d'attaque
- 6e division aérienne
  -  72e escadre tactique, base aérienne de Pleiku
    - 118e escadron de liaison
    - 229e escadron d'hélicoptère
    - 235e escadron d'hélicoptère
    - 530e escadron de chasse

  - 82e escadre tactique, base aérienne de Phù Cát
    - 241e escadron d'hélicoptère
    - 243e escadron d'hélicoptère
    - 429e escadron de transport
    - 431e escadron de transport
    - 532e escadron de chasse
    - 540e escadron de chasse
- Centre de formation aérienne, base aérienne de Nha Trang
  - 912e escadron de formation
  - 918e escadron de formation
  - 920e escadron de formation

## Personnel

### Recrutement
Contrairement à la force aérienne nord-vietnamienne, la force aérienne du Viêt-Nam est un corps composé uniquement de volontaires, le restant ainsi jusqu'à sa disparition en 1975. Le centre de recrutement de la FAVN était situé sur la base aérienne de Tân Sơn Nhất. Les recrues subissaient un test de dépistage, suivi d'un examen physique.
Les exigences de base afin d'intégrer la FAVN étaient d'être un citoyen vietnamien âgé entre 17 et 25 ans pour l'entraînement en vol, ne pas posséder de casier judiciaire, avoir un niveau équivalent à la 9e année d'enseignement américain pour les aviateurs, 11e année pour ceux qui souhaitent entrer dans la formation de pilote, ou une 12e année pour devenir officier non-classé.
Si un volontaire possédait toutes les qualifications, la recrue était ensuite envoyée au sein d'une formation de base à la base de la formation de la FAVN à Lam Song. La formation sous-officier avait lieu à la base aérienne de Bien Hoa. Après deux mois de formation, ou quatre mois pour les cadets de l'aviation, la recrue effectuait un test d'aptitude et progressait vers une formation technique spécialisée. De là, il est envoyé à l'une des escadres. Les cadets de l'aviation poursuivent trois mois supplémentaires de formation spécialisée après avoir terminé leur formation initiale de quatre mois. Certains ont été envoyés aux États-Unis pour la formation avancé des pilotes tandis que les officiers non classés poursuivent une formation au Sud-Viêt Nam pour leurs missions au sol. Cette formation durait environ neuf mois, après quoi un cadet servait dans une unité opérationnelle pour environ un an avant de recevoir une promotion de sous-lieutenant.
Les femmes ont également servis au sein de la FAVN. Le corps des forces armées des femmes a été créé pour remplir des tâches non combattantes à partir de décembre 1965. Les femmes sont assignées à une escadre, au siège social, à l'exécution des tâches de spécialistes du personnel, des secrétaires et autres fonctions administratives.

### Commandants
- Lieutenant-colonel Nguyên Khanh, 1955
- Colonel Trần Văn Hổ (vi), 1956-1957
- Maréchal de l'air Nguyễn Xuân Vinh, 1958-1962
- Huỳnh Hữu Hiền, 1962-1963
- Đỗ Khắc Mai, 1963
- Vice-maréchal de l'air Nguyễn Cao Kỳ, 1963-1965
- Général de division Trần Văn Minh (en), 1965-1975
- Nguyễn Hữu Tần (vi), 1975
- Commandant Nguyễn Trong Quynh, 1967-1975

## Aircraft
En avril 1975, quelque 1 100 avions ont été absorbés par l'armée de l'air du peuple vietnamien lors de l'effondrement du Sud-Vietnam. 175 avions environ ont été envoyés en Thaïlande avant la capitulation.

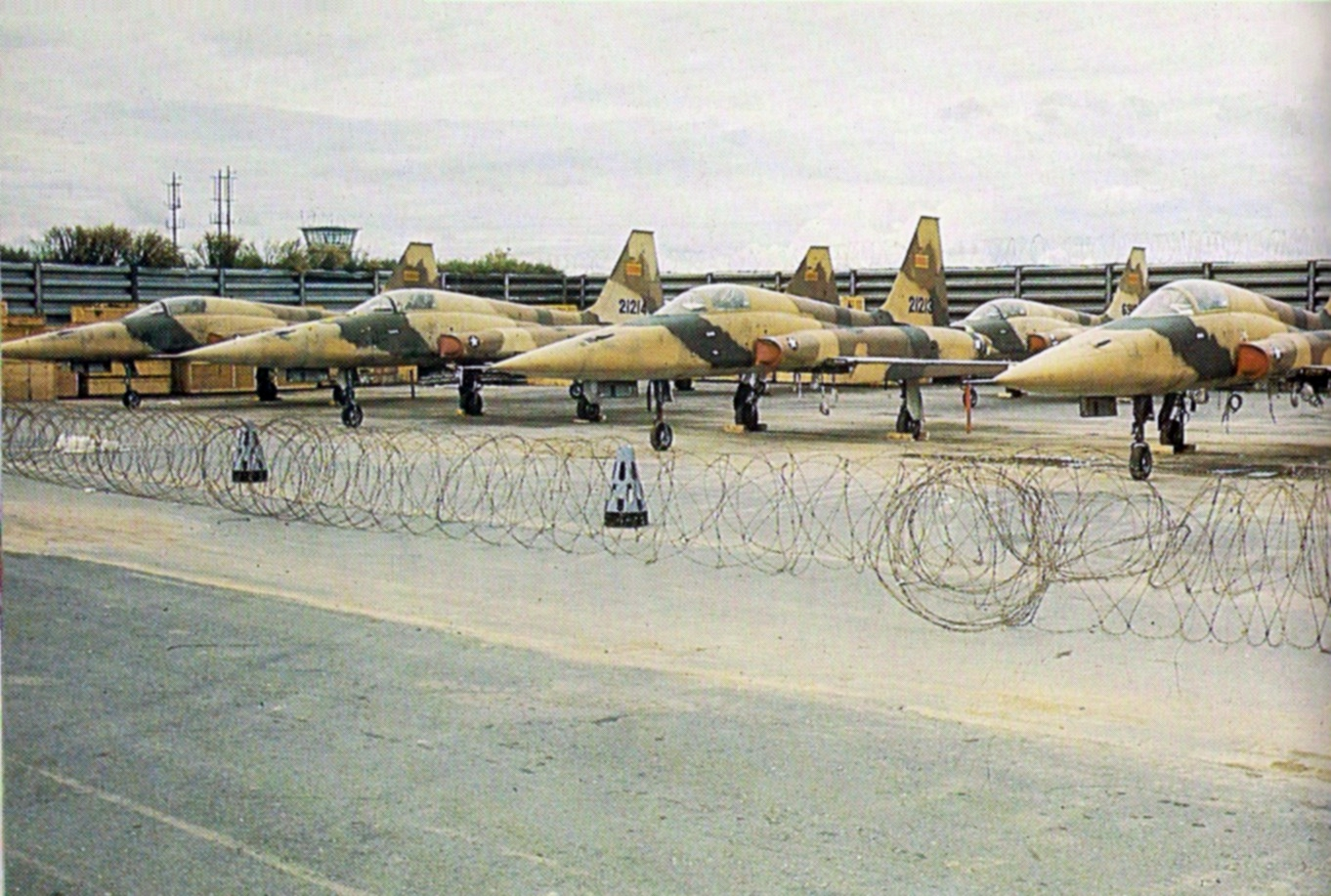
Une rangée de F-5A sud-vietnamiens venus d'Iran en 1973.

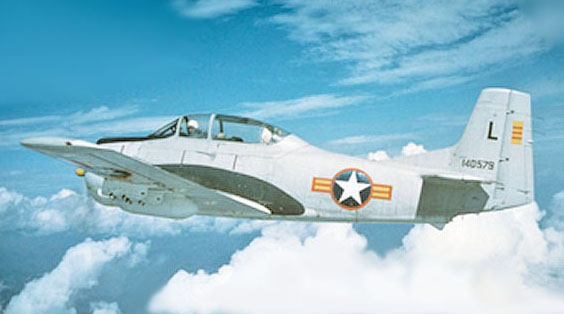
Un T-28 en vol

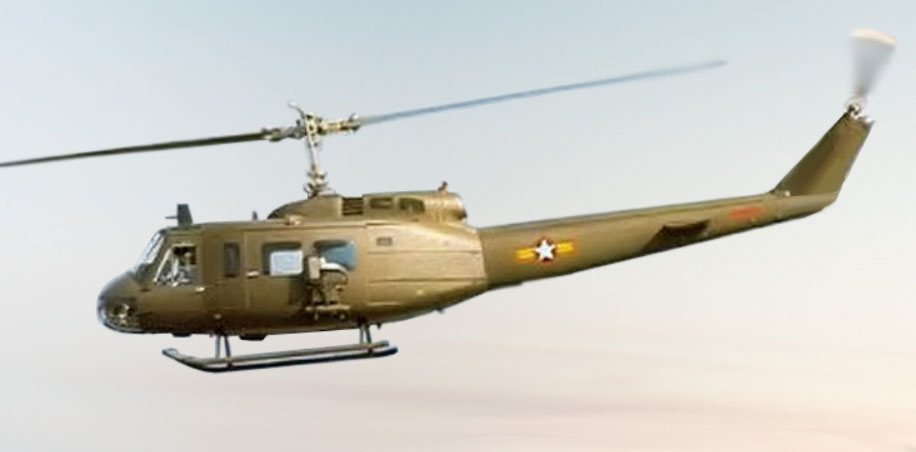
UH-1D "Huey"

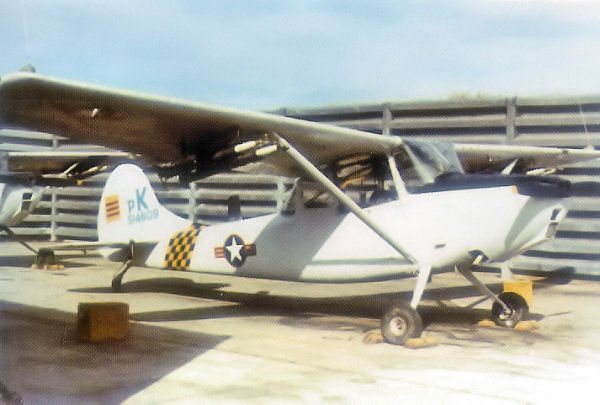
Un O-1A de la Liaison Squadron à Bien Hoa AB

| Aéronefs                     | Origine          | Type                            | Version          | En service       | Notes |
| Avions de combat             | Avions de combat | Avions de combat                | Avions de combat | Avions de combat | Avions de combat |
| ---------------------------- | ---------------- | ------------------------------- | ---------------- | ---------------- | --- |
| Northrop F-5 Freedom Fighter | États-Unis       | Avion de chasse                 | F-5A F-5B F-5E   | 191              | Livrés à partir de 1973 par les États-Unis, l'État impérial d'Iran, la Corée du Sud et Taïwan. 41 capturés, furent utilisés contre les forces chinoises durant la guerre sino-vietnamienne.                                             |
| A-1 Skyraider                | États-Unis       | Avion d'attaque au sol          | A-1E             | 313              | abandonnés, dont certains ont été envoyés en Thaïlande |
| A-37 Dragonfly               | États-Unis       | Avion d'attaque au sol          | A-37B            | 254              | abandonné, 95 capturés par le Nord-Vietnam |
| AC-47 Spooky                 | États-Unis       | CAS / attaque                   |                  | 23               | abandonnés, dont certains ont été envoyés en Thaïlande |
| Avions d'entraînement        |                  |                                 |                  |                  | |
| Cessna T-37                  | États-Unis       | Avion d'entraînement            |                  | 24               | |
| Cessna T-41                  | États-Unis       | Avion d'entraînement            |                  | 42               | |
| North American T-28          | États-Unis       | Avion d'entraînement            |                  | 75               | |
| Transport                    |                  |                                 |                  |                  | |
| Douglas C-47                 | États-Unis       | Avion de transport / utilitaire |                  | 140              | abandoned with 17 flown to Thailand |
| C-130 Hercules               | États-Unis       | Avion de transport tactique     | C-130B           | 34               | |
| C-123 Provider               | États-Unis       | Avion de transport              | C-123B/K         | 54               | |
| Fairchild C-119              | États-Unis       | Avion de transport              | C-119G           | 90               | |
| Cessna 185 Skywagon          | États-Unis       | Avion de transport / utilitaire |                  | 100              | abandonné, dont 14 ont été envoyés en Thaïlande |
| Cessna L-19                  | États-Unis       | Avion d'observation             |                  | 319              | abandonné |
| de Havilland Canada DHC-4    | Canada           | Avion de transport              | C-7A             | 55               | |
| Hélicoptères                 |                  |                                 |                  |                  | |
| Sikorsky H-19                | États-Unis       | Hélicoptère utilitaire          |                  | 11               | |
| Sikorsky H-34                | États-Unis       | Hélicoptère utilitaire          |                  | 223              | |
| Bell UH-1                    | États-Unis       | Hélicoptère de transport        | UH-1H            | 355              | au moins 45 d'entre eux, qui ont atterri sur des navires américains, ont été poussés par-dessus bord pour permettre à d'autres hélicoptères d'atterrir:118. 54 envoyés en Thaïlande, 45 envoyés aux États-Unis, 9 donnés à la Thaïlande |
| Boeing CH-47                 | États-Unis       | Hélicoptère de transport lourd  | CH-47A           | 70               | abandonné, dont certains ont été envoyés en Thaïlande Au moins un hélicoptère qui a atterri sur un navire américain a été poussé par-dessus bord pour permettre à d'autres hélicoptères d'atterrir.:118                                 |

## Source
- (en) Cet article est partiellement ou en totalité issu de l’article de Wikipédia en anglais intitulé « Vietnam Air Force » (voir la liste des auteurs).